# Deutscher Bibliotheksverband

Logo 2017

Logo 2004

Im Deutschen Bibliotheksverband e. V. (dbv) sind Bibliotheken aller Sparten und Größenklassen Deutschlands zusammengeschlossen. Gleichberechtigte Mitglieder sind große Staatsbibliotheken ebenso wie kleine Gemeindebibliotheken, Spezial- oder kirchliche Bibliotheken, Fachstellen für öffentliche Bibliotheken und Ausbildungsstätten. Seit 1997 unterstützen auch fördernde Mitglieder aus Wissenschaft und Wirtschaft die Aufgaben des dbv. Der Verband setzt sich für die Entwicklung innovativer Bibliotheksleistungen für Wissenschaft und Gesellschaft ein. Als politische Interessensvertretung unterstützt er die Bibliotheken, insbesondere auf den Feldern Informationskompetenz und Medienbildung, Leseförderung und bei der Ermöglichung kultureller und gesellschaftlicher Teilhabe für alle Bürger. Mit den mehr als 2.000 Mitgliedern vertritt der dbv über 8.000 Bibliotheken mit 25.000 Beschäftigten.

## Gründung
Am 23. Februar 1949 fand in Nierstein die Gründungsversammlung des Deutschen Büchereiverbandes für Öffentliche Bibliotheken ohne die Teilnahme der wissenschaftlichen Bibliotheken, statt. Am 13. Juni 1973 wurde auf der Mitgliederversammlung in Hamburg wurden auch die wissenschaftlichen Bibliotheken in den Verband aufgenommen und die Satzungsänderung und Umbenennung in Deutscher Bibliotheksverband e. V. beschlossen (Gesamtverband aller Bibliotheken, einschließlich der wissenschaftlichen Bibliotheken). In der DDR wurde am 18./19. März 1964 in Ost-Berlin der Deutsche Bibliotheksverband gegründet. Auf der gemeinsamen Mitgliederversammlung am 28. Februar 1991 in Göttingen wurde die Vereinigung der beiden Verbände zum Deutschen Bibliotheksverband e. V. (dbv) beschlossen.

## Organisation
Der Verband kooperiert im Auftrag seiner über 2.000 Mitglieder mit zahlreichen nationalen und internationalen Gremien und Organisationen.
An der Spitze des dbv steht das Präsidium (Präsident und zwei Vizepräsidenten) und der Bundesvorstand (sieben Personen), der von einem Beirat mit ca. 50 Vertreter aus Bibliothekswesen und Politik beraten wird. In neun fachlich gegliederten Sektionen tauschen sich die Mitglieder des dbv aus. Der Bundesverband vertritt die Interessen seiner Mitglieder auf Bundesebene, 16 Landesverbände vertreten die Interessen ihrer Mitglieder auf Landesebene. Der dbv ist der Institutionenverband für alle hauptamtlich geleiteten Bibliotheken in Deutschland. Er ist Mitglied im Dachverband Bibliothek & Information Deutschland (BID).
Präsidentin für die vierjährige Amtszeit von 2003 bis 2007 war die Oberbürgermeisterin von Tübingen, Brigitte Russ-Scherer; seit 2007 war es die Oberbürgermeisterin von Lörrach, Gudrun Heute-Bluhm, die 2011 für weitere vier Jahre wiedergewählt wurde und ihr Amt 2014 niederlegte. 2015 wurde Hans-Joachim Grote, Oberbürgermeister der Stadt Norderstedt, als Präsident für die vierjährige Amtszeit 2015–2019 gewählt. Nachdem er im Sommer 2017 zum Innenminister von Schleswig-Holstein berufen worden war, legte er sein Amt zum 1. September 2017 nieder.
Am 14. Juni 2018 wurde Frank Mentrup, Oberbürgermeister der Stadt Karlsruhe, einstimmig von der Mitgliederversammlung zum neuen Präsidenten gewählt. Im Juni 2022 wurde Frank Mentrup in seinem Amt bestätigt, Vizepräsidentin wurde die Bundestagsabgeordnete Renate Künast. Verbandsvorsitzender ivon 2022 bis 2025 war Volker Heller, Generaldirektor der Zentral- und Landesbibliothek Berlin. Er war Nachfolger von Andreas Degkwitz (2019–2022), Monika Ziller (2010–2013), Frank Simon-Ritz (2013–2016) und Barbara Lison (2016–2019). 2025 wählten die Vertreterinnen und Vertreter der Mitgliedsbibliotheken des dbv Antje Theise zur Bundesvorsitzenden.
Erster hauptamtlicher Geschäftsführer in der alten Bundesrepublik war von 1957 bis 1964 Horst Ernestus, dann bis 1975 Klaus-Dietrich Hoffmann; anschließend Günter Beyersdorff, der langjährige Direktor des Deutschen Bibliotheksinstituts, das nach seiner Errichtung vom DBV unter anderem die Arbeitsstelle für das Büchereiwesen übernahm. In der Zeit von 2002 bis 2005 war Arend Flemming, Direktor der Stadtbibliothek Dresden, als ehrenamtlicher Geschäftsführer für den dbv tätig. Es folgte ab 2006 Barbara Schleihagen als erste hauptamtliche Geschäftsführerin. 2023 übernahm Dr. Holger Krimmer die Bundesgeschäftsführ und führt ein Team aus 17 Personen, das sich um die (politische) Kommunikation, die internationalen Beziehungen, Weiterleitung von Projektfördermittel sowie um Fortbildungsangebote kümmert. Über seine Arbeit informiert der dbv durch seinen Newsletter, über die sozialen Medien, seinen jährlichen Bericht zur Lage, durch Einzelbeiträge in Fachzeitschriften, auf seiner Jahresversammlung sowie auf seiner Homepage.

## Sektionen
Die neun Sektionen fassen entweder Bibliotheken gleicher Größe oder Sparte zusammen, die ihre Erfahrungen austauschen und gemeinsam Sachfragen bearbeiten oder Ausbildungseinrichtungen und Fachstellen. Darüber hinaus bearbeiten sektionsinterne Arbeitsgruppen Spezialthemen. Im Rahmen der internen Verbandsarbeit beraten die Bundesvorsitzenden der Sektionen als Beiratsmitglieder den dbv-Vorstand bei seiner Arbeit.
- Sektion 1 = Öffentliche Bibliothekssysteme und Bibliotheken für Versorgungsbereiche von über 400.000 Einwohner / 20 Mitglieder
- Sektion 2 = Öffentliche Bibliothekssysteme und Bibliotheken für Versorgungsbereiche von 100.000 bis 400.000 Einwohner / 87 Mitglieder
- Sektion 3a = Öffentliche Bibliothekssysteme und Bibliotheken für Versorgungsbereiche von 50.000 bis 100.000 Einwohner und Landkreise mit bibliothekarischen Einrichtungen / 104 Mitglieder
- Sektion 3b = Öffentliche Bibliothekssysteme und Bibliotheken für Versorgungsbereiche bis zu 50.000 Einwohner und Landkreise mit bibliothekarischen Einrichtungen / 1153 Mitglieder
- Sektion 4 = Wissenschaftliche Universalbibliotheken / 297 Mitglieder
- Sektion 5 = Wissenschaftliche Spezialbibliotheken / 263 Mitglieder
- Sektion 6 = Über- und regionale Institutionen des Bibliothekswesens und Landkreise ohne bibliothekarische Einrichtungen (Staatliche und kirchliche Fachstellen, Büchereiverbände, ekz) / 43 Mitglieder
- Sektion 7 = Konferenz der informations- und bibliothekswissenschaftlichen Ausbildungs- und Studiengänge KIBA / 12 Mitglieder
- Sektion 8 = Werkbibliotheken, Patientenbibliotheken und Gefangenenbüchereien / 12 Mitglieder

## Kommissionen
Im Deutschen Bibliotheksverband arbeiten insgesamt 14 ehrenamtlich besetzte Fachkommissionen. Die Kommissionen, die zum Teil mit dem Berufsverband Information Bibliothek e. V. (BIB) sowie dem Verein Deutscher Bibliothekarinnen und Bibliothekare e. V. (VDB) umgesetzt werden, befassen sich mit bestimmten Themen, Entwicklungen und Fragestellungen des deutschen Bibliothekswesens. In folgenden Bereichen erstellen die Kommissionen (Stand Dezember 2021) Empfehlungen, Handreichungen oder bieten Fortbildungen an:
- Altbestände
- Bau
- Bestandserhaltung
- Bibliotheken und Diversität
- Bibliothek und Schule
- Erwerbung und Bestandsentwicklung
- Fahrbibliotheken
- Informationskompetenz
- Kinder- und Jugendbibliotheken
- Kundenorientierte und inklusive Services
- Management
- Provenienzforschung und Provenienzerschließung
- Recht
- Personalgewinnung

## Förderprogramme und Projekte des dbv
Der dbv setzt mit Unterstützung des Bundesministeriums für Bildung und Forschung (BMBF) das Leseförderprogramm „GemeinsamDigital!“ sowie das Projekt „Netzwerk Bibliothek Medienbildung“ um. Zudem hat der dbv zwischen 2020 und 2023 mit Unterstützung der Bundesbeauftragten für Kultur und Medien (BKM) ein Förderprogramm für zeitgemäße Bibliothekskonzepte in Kommunen mit bis zu 20.000 Einwohner (Vor Ort für Alle) und ein Programm zur digitalen Weiterentwicklung von Bibliotheken und Archiven (WissensWandel) durchgeführt. Seit 2023 unterstützt der dbv im Projekt Land.schafft.Demokratie gemeinsam mit der Bundeszentrale für politische Bildung Bibliotheken in Orten mit bis zu 30.000 Einwohnern bei der Entwicklung von Projekten und Formaten im Bereich der Demokratieförderung.

## Auszeichnungen

### Publizistenpreis der deutschen Bibliotheken
Um die Aufmerksamkeit der Öffentlichkeit auf die Leistungen des Bibliothekswesens zu lenken, wurde 1987 der Publizistenpreis des dbv (Helmut-Sontag-Preis) gestiftet, der 2010 in Publizistenpreis der deutschen Bibliotheken umbenannt wurde. Von 2019 bis 2023 wurde der Preis gemeinsam vom Deutschen Bibliotheksverband e. V. (dbv), dem Berufsverband Information Bibliothek e. V. (BIB) sowie dem Verein Deutscher Bibliothekarinnen und Bibliothekare e. V. (VDB) verliehen. 2024 wurde der Preis eingestellt. Der Preis war mit 7.500 Euro dotiert. Der Preis würdigte Publizisten, die das Bibliothekswesen durch herausragende Beiträge wirkungsvoll gefördert haben.
Preisträger waren u. a. die Journalistinnen Thomas Steinfeld und Heinrich Wefing (2000), Hilmar Schmundt (2015), Hatice Akyün (2017) sowie Johannes Nichelmann (2020).

### Bibliothek des Jahres

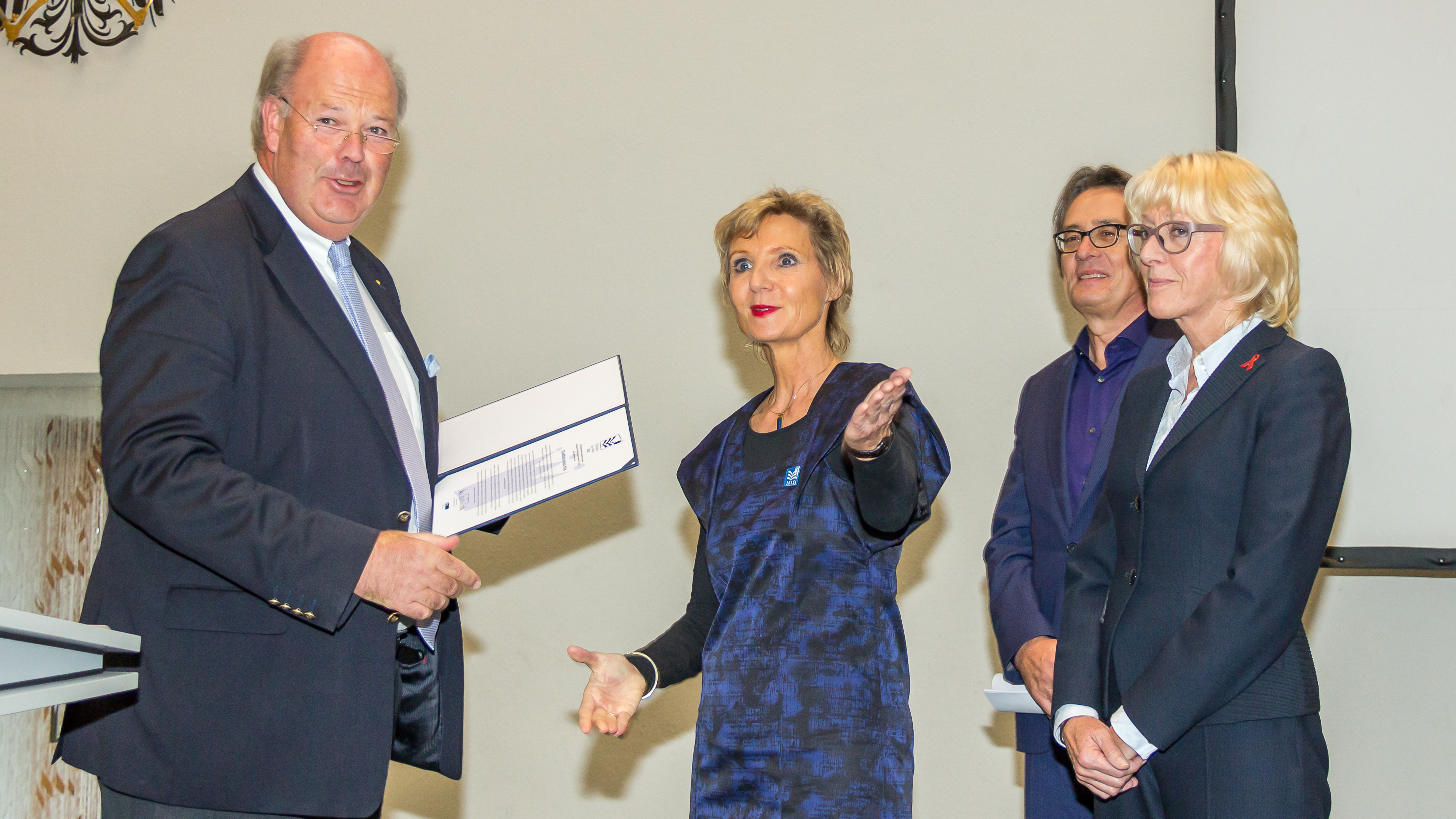
Auszeichnung der Stadtbibliothek Köln als „Bibliothek des Jahres 2015“ durch den Präsidenten des Deutschen Bibliotheksverbandes Hans-Joachim Grote an die Direktorin Hannelore Vogt. Daneben: Laudator Gert Scobel, Bürgermeisterin Elfi Scho-Antwerpes

Mit dem Preis Bibliothek des Jahres, dem einzigen nationalen Bibliothekspreis, wird beispielhafte und vorbildliche Bibliotheksarbeit ausgezeichnet. Der dbv vergibt den Preis seit dem Jahr 2000, zunächst in Kooperation mit der Zeit-Stiftung Ebelin und Gerd Bucerius, dann ab 2017 zusammen mit der Deutsche Telekom Stiftung. Er ist mit 20.000 Euro dotiert.
Im Jahr 2020 wurde erstmals zusätzlich die Auszeichnung „Bibliothek des Jahres in kleinen Kommunen und Regionen“ für vorbildliche und innovative Bereiche einer Bibliothek verliehen.

### Kampagne des Deutschen Bibliotheksverbandes
Kampagne „Sonntags in die Bibliothek“
2023 hat der dbv die Kampagne „Sonntags in die Bibliothek“ gestartet. Hintergrund ist der, dass Öffentliche Bibliotheken bislang nicht mit Personal öffnen würden. Opernhäuser, Museen und Theater sind sonntags selbstverständlich geöffnet, Schwimmbäder, Kinos und Konzerthäuser auch. Öffentlichen Bibliotheken ist es bislang gesetzlich verboten, ihre Informationsservices und kulturellen Bildungsangebote auch sonntags anzubieten, obwohl Sonntag der Tag ist, an dem vor allem Familien und berufstätige Personen ihre Bibliothek gerne nutzen würden. Im Rahmen der Kampagne „Sonntags in die Bibliothek“ haben über 700 Bibliotheksleitungen und -mitarbeiter einen Offenen Brief an die Bundesregierung unterzeichnet. Darin fordern sie eine Änderung des Bundesarbeitszeitgesetzes, das Bibliotheken im Vernehmen mit ihrer Kommune und ihrem Personalrat ermöglicht, sonntags mit Personal zu öffnen.
„Buch ist Buch“
Seit 2012 setzt sich der Deutsche Bibliotheksverband intensiv mit Stellungnahmen und politischen Gesprächen für Gleichstellung von gedruckten Büchern und E-Books ein. Nach der europaweit durchgeführten Kampagne „The Right to E-Read“ im Jahr 2014, startete er im September 2020 die neue Kampagne „BuchistBuch“. In einem offenen Brief an die Mitglieder des Bundestages forderte der dbv eine gesetzliche Regelung, die es Öffentlichen Bibliotheken erlaubt, Lizenzen für alle auf dem Markt erhältlichen E-Books käuflich zu erwerben. Bislang belegen viele Verlage Neuerscheinungen mit einer Sperrfrist von bis zu einem Jahr, bevor Bibliotheken diese Lizenzen erhalten können. Zugleich fordert der dbv die Ausweitung der für physische Werke bezahlten Bibliothekstantieme auf E-Books für eine faire Vergütung von Autoren. Den offenen Brief haben über 1150 Bibliotheksleitungen und Bibliotheksmitarbeitenden unterschrieben.
Den Konflikt zwischen dem Deutschen Bibliotheksverband und den Autoren beleuchtet u. a. die Journalistin Iris Radisch von ZEIT in dem Artikel „Die Zukunft des Lesens“.
„Weiter Wissen. Mit uns. Die wissenschaftlichen Bibliotheken in Deutschland“
Mit der Kampagne Weiter Wissen, die der dbv 2024 gemeinsam mit 15 großen wissenschaftlichen Bibliotheken initiiert hat, soll die gesellschaftliche Relevanz wissenschaftlicher Bibliotheken, ihre Aufgaben und Funktionen sichtbar gemacht werden. Ziel der Kampagne ist es, den Entscheidungsträger, der Wissenschaftscommunity und den Förderern die essentiellen und vielfältigen Leistungen der Bibliotheken als Voraussetzung für hochwertige Forschung und Wissenschaft zu verdeutlichen. Unterstützt wird die Kampagne von zahlreichen Wissenschaftler und Wissenschaftspolitiker.